# Роп, Роджерс
Роджерс Роп (англ. Rodgers Rop; род. 16 февраля 1976 года) — кенийский бегун на длинные дистанции.
Родился в небольшой деревне близ города Капсабет. Принадлежит к народности Нанди. Первый серьёзный успех пришёл в 2001 году, когда он стал третьим на Нью-Йоркском марафоне. В 2002 году выиграл 2 престижных марафона — Нью-Йоркский и Бостонский. За победу на Бостонском марафоне Роджерс получил 80000 долларов призовых, а когда приехал в родную деревню, жители села подарили ему 5 овец и 2 коровы. В 2006 году занял шестое место на Лондонском марафоне с личным рекордом — 2:07:34. Победитель Гамбургского марафона 2007 года.
Роджерс служит в полиции Найроби в звании капрала.

## Личные рекорды
| Дистанция        | Время   | Дата             | Место             |
| ---------------- | ------- | ---------------- | ----------------- |
| 10 км по шоссе   | 28.01   | 27 мая 2001      | Гаага             |
| 20 км по шоссе   | 58.03   | 11 марта 2007    | Алфен-ан-ден-Рейн |
| Полумарафон      | 1:00.56 | 11 сентября 2005 | Роттердам         |
| 25 км по шоссе   | 1:13.14 | 6 мая 2001       | Берлин            |
| 30 км по шоссе   | 1:28.56 | 30 сентября 2007 | Берлин            |
| Марафон          | 2:07.32 | 29 апреля 2007   | Гамбург           |
| 10 миль по шоссе | 45.56   | 3 июня 2001      | Тилбург           |